# Aechmea organensis
Espèce
Classification phylogénétique
Aechmea organensis est une espèce de plantes de la famille des Bromeliaceae, endémique de la forêt atlantique (mata atlântica en portugais) au Brésil.

## Synonymes
- Ortgiesia organensis (Wawra) L.B.Sm. & W.J.Kress[1].

## Distribution
L'espèce est endémique du sud-est du Brésil.

## Description
L'espèce est épiphyte.